# Комерсиал (футбольный клуб, Рибейран-Прету)
«Футбольный клуб Комерсиал» (порт.-браз. Comercial Futebol Clube) или просто «Комерсиал» — бразильский футбольный клуб из города Рибейран-Прету, штат Сан-Паулу.

## История
«Комерсиал» был основан 10 октября 1911 года группой владельцев магазинов в Рибейран-Прету. Место, где произошло основание клуба произошла в галантерейном магазине Каса Валериано на улице Фонте-Луминоза-да-Праса-да-Матрис, которая была позже переименована в Праса XV ноября в городе Рибейран-Прету. Название «Комерсиал» предложил один из участников встречи, Аржемиро де Оливейра. Собрание проходило в выходной день с 21:00 и продолжалось до ночи, в результате окончательное решение о создании клуба было принято 11 октября, однако в протокол встречи решение всё же вписали десятым числом. Президентом новой команды стал Антидио де Алмейда. Первый матч «Комерсиал» провёл с командой «Гимнасиум» и проиграл со счётом 1:3. Дебютный мяч за клуб забил Лойолла. Первую победу команда одержала в своём третьем матче, в противостоянии с местным клубом «Американо». После закрытия двух других команд города, «Гимнасиум» и «Рибейран», Комерсиал стал ведущим клубом Рибейран-Прету. 
«Комерсиал» традиционно финансировался местными компаниями, специализировавшимися на производстве кофе. Основным рынком сбыта продукции был США, так что грянувший в 1929 году мировой экономический кризис очень сильно ударил по их доходам, а следовательно и по финансированию клуба. Ещё одним ударом стало приглашение легионеров, которым платили значительно большие деньги, чем местным игрокам. Это вызывало споры и недовольство. В 1935 году клуб принял решение отказаться от футбольного отделения. А в 1937 году стал частью Общества, проводившего развлекательные мероприятия в городе.
В 1954 году бывшие члены первоначального клуба приняли решение о воссоздании команды. Франсиско де Палма Травассос, крупный бизнесмен, подарил клубу землю под стадион, и 7 апреля 1954 года «Комерсиал» официально был воссоздан. 7 октября с ним слился местный клуб «Паньейрас». Это команда была членом Федерации футбола Сан-Паулу, и её место занял «Комерсиал».

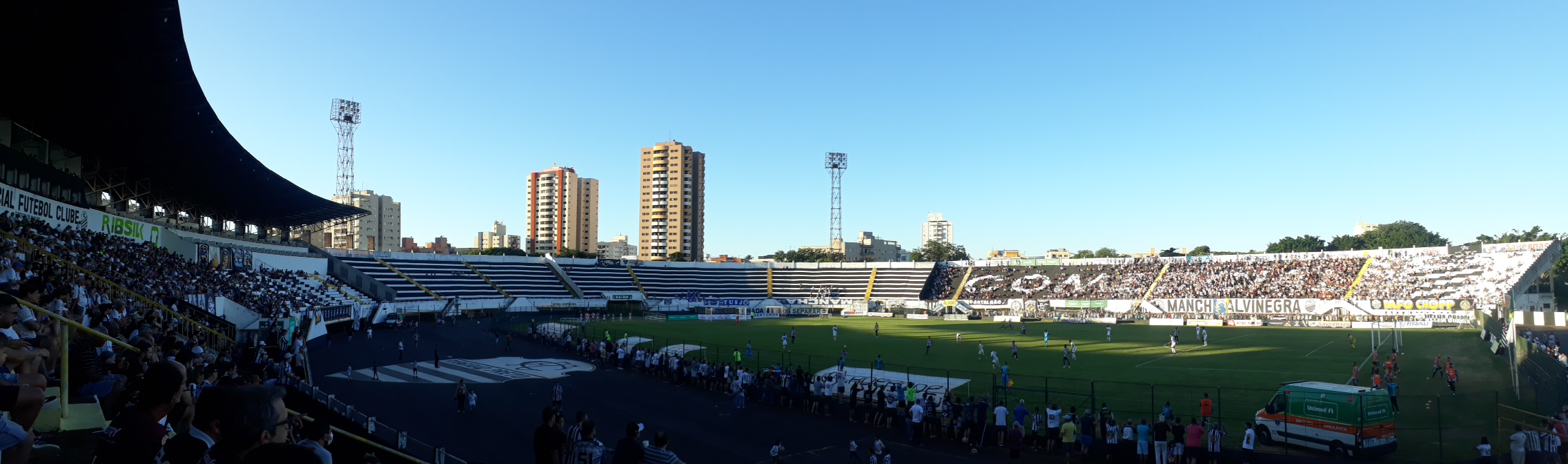
Панорама стадиона «Комерcиал»

## Маскот и прозвище
Маскотом «Комерсиала» является Лев. Он появился в апреле 1920 года, когда клуб провёл серию выставочных матчей на севере и северо-востоке Бразилии. Серия прошла удачно: в восьми матчах было одержано семь побед и ничья. Когда клуб возвратился в Рибейран-Прету, его прозвали «Львом Севера» (порт.-браз. Leão do Norte). Это стало официальным прозвищем, а Лев стал официальным маскотом команды.